# Henri le Navigateur
Pour les articles homonymes, voir Henri.
Henri le Navigateur, en portugais : Henrique o Navegador, également appelé Infante Dom Henrique (Infant Don Henri), né le 4 mars 1394 à Porto et mort le 13 novembre 1460 à Sagres, fils du roi Jean Ier du Portugal, est à l'origine de l'entreprise d'exploration des côtes de l'Afrique, qui commence en 1415 et aboutit en 1488 à la découverte du cap de Bonne-Espérance, puis en 1498 au premier voyage direct de l'Europe à l'Inde (Vasco de Gama).
L'épithète de « navigateur » qui lui est attribuée est purement honorifique, car lui-même n'a jamais vraiment navigué et n'a fait aucune découverte géographique. Son rôle dans ce domaine s'est limité à celui de prince éclairé.
Il est généralement considéré comme l'initiateur des grandes découvertes et la figure la plus importante du début de l'expansion coloniale européenne. L'historiographie actuelle réévalue cependant le rôle de son frère Pierre (1392-1449) dans ces découvertes.

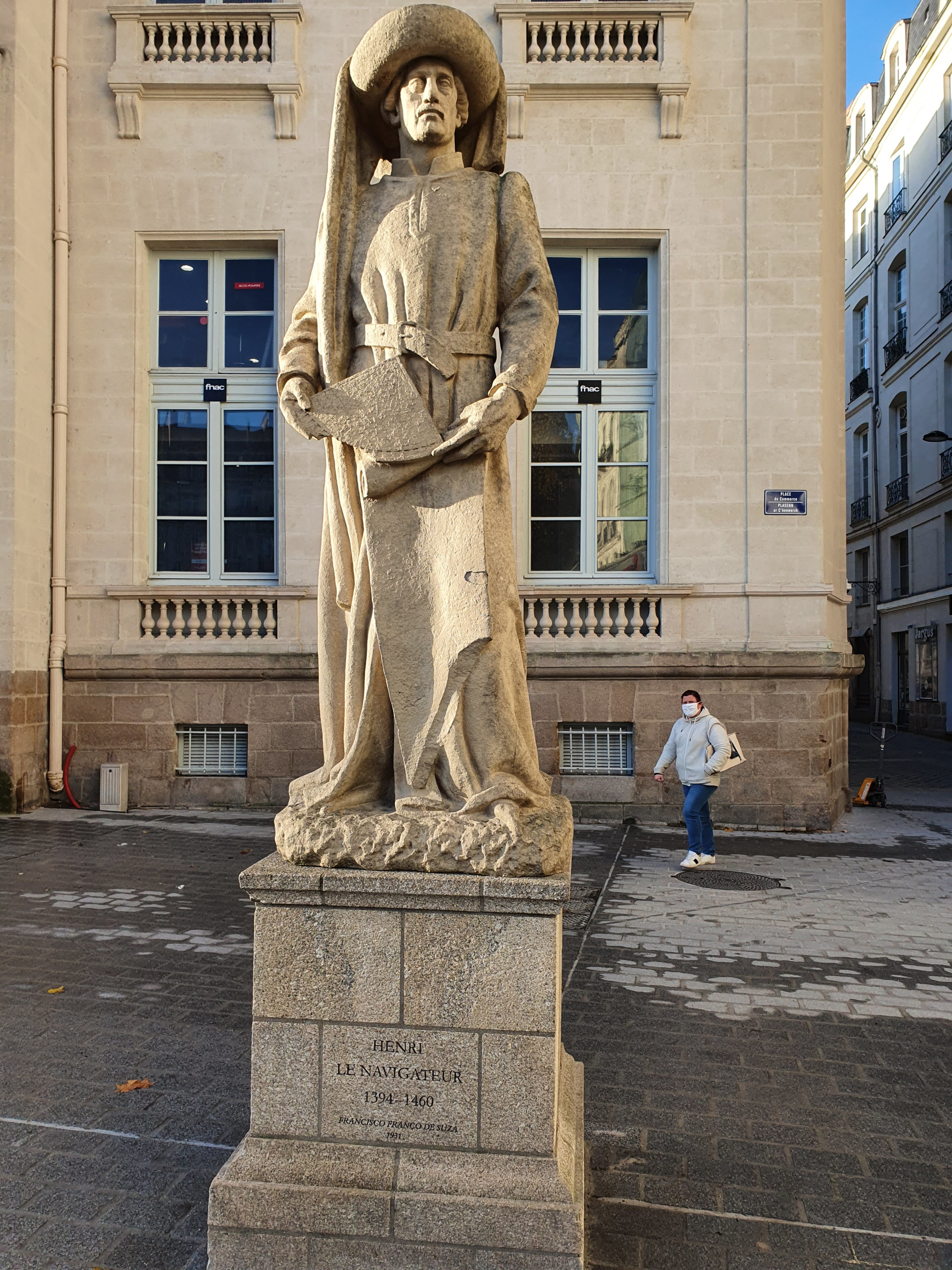
Statue de Henri le Navigateur, à Nantes (France).

Henri le Navigateur ne s'est jamais marié et n'a pas eu de descendance.

## Biographie

### Origines familiales
Henri est le troisième fils survivant de Jean Ier, fondateur de la dynastie d'Aviz, et de Philippa de Lancastre, fille de Jean de Gand et sœur du roi d'Angleterre Henri IV.

### La campagne de Ceuta (1414-1415)
En 1414, alors qu'il n'a que 20 ans, il convainc son père d'organiser une campagne pour s'emparer du port de Ceuta aux musulmans. Des pirates maures harcèlent en effet les côtes méridionales du Portugal à partir de ce port, vendant les captifs qu'ils font au Portugal sur les marchés aux esclaves d’Afrique du Nord.
La ville est prise en août 1415. Henri découvre alors les marchandises qui arrivent par les routes commerciales du Sahara, dont Ceuta est une étape, notamment l'or du sud de la Mauritanie. Henri veut également sa part de ces richesses, mais l'accès terrestre est interdit par les musulmans qui protègent leur territoire, ainsi que par Venise qui cherche à conserver son monopole sur les mers. La situation incite donc les Portugais à descendre l'Afrique par la voie maritime. 

### Les débuts de l'«école de Sagres» (1416-1419)
Au retour de l'expédition, le roi le fait duc de Viseu et seigneur de Covilhã.
Selon João de Barros, il commence en 1416 à repeupler le village de Terçanabal, situé sur la péninsule de Sagres en Algarve. Ce village, bientôt appelé Vila do Infante (« Ville de l'Infant »), est pourvu d'un arsenal naval et d'un observatoire, et Henri y crée une école de géographie et de navigation. Le cartographe Jehuda Cresques (1350-1427) est invité à y travailler. Le port de Lagos tout proche devient un centre de construction navale.
Dès 1418, un premier résultat est atteint : la découverte de l'île de Porto Santo, dans l'archipel de Madère par João Gonçalves Zarco et Tristão Vaz Teixeira.

### L'exploration outre-mer: motifs et moyens techniques
Les motivations du prince Henri qui envoie des explorateurs sur la côte ouest de l'Afrique sont de plusieurs ordres.
Le motif économique : il s'agit de mettre fin au monopole des Vénitiens qui dominent le commerce européen avec les « Indes », c'est-à-dire l'Asie orientale. Les Vénitiens achètent les épices aux marchands caravaniers arabo-musulmans qui contrôlent la route terrestre des Indes et la route maritime de l'océan Indien.
En suivant les côtes du continent africain dont on ignore à l'époque les dimensions, on espère trouver un passage vers l'océan Indien et atteindre directement les Indes.
Un motif politico-religieux : après la Reconquista, que le Portugal a d'ailleurs achevée dès 1249 (prise de Faro), soit un siècle et demi auparavant, alors que la Castille ne la terminera qu'en 1492, il s'agit de poursuivre le combat contre le monde musulman, notamment en atteignant l'Abyssinie où, pense-t-on, se trouve le légendaire « royaume du prêtre Jean », de manière à prendre le monde islamique à revers.
Ces explorations comportent également des motifs scientifiques : malgré les craintes que suscite la « mer des Ténèbres » (l'Atlantique), le goût de l'aventure, alimenté notamment par Le Livre de Marco Polo (1298), rencontre l'envie de connaissances des savants.
Ces explorations sont possibles grâce à un navire d'un type nouveau, mis au point dans les années 1430-1440 sur les chantiers navals de Lagos, la caravelle, qui permet de voyager sur de plus longues distances. La caravelle qui allie la voile latine et la voile carrée et est capable d'affronter la haute mer, mais aussi grâce à une nouvelle conception de la navigation à la voile, la volta do mar (littéralement « tour de la mer ») qui, en cas de vents ou de courants contraires, envisage de s'éloigner d'abord de la côte avant de revenir vers l'objectif en utilisant les vents et courants favorables.

### Les ressources de l'infant Henri
Le coût des expéditions est assumé par les ressources du prince, qui dispose de plusieurs sources de revenu.
En 1419, il est nommé gouverneur de la province d'Algarve. Mais surtout, le 25 mai 1420, il est nommé à vie maître du riche ordre du Christ, successeur portugais de l'ordre du Temple, dont le siège se trouve à Tomar. Il en tire des revenus élevés.
De plus, après la mort de Jean Ier, Édouard devenu roi (1433) concède à Henri un cinquième des profits du commerce dans les régions découvertes par lui, ainsi que le droit exclusif d'autoriser des expéditions au-delà du cap Bojador.

### Les premières découvertes: Madère (1418-1419) et les Açores (1427)

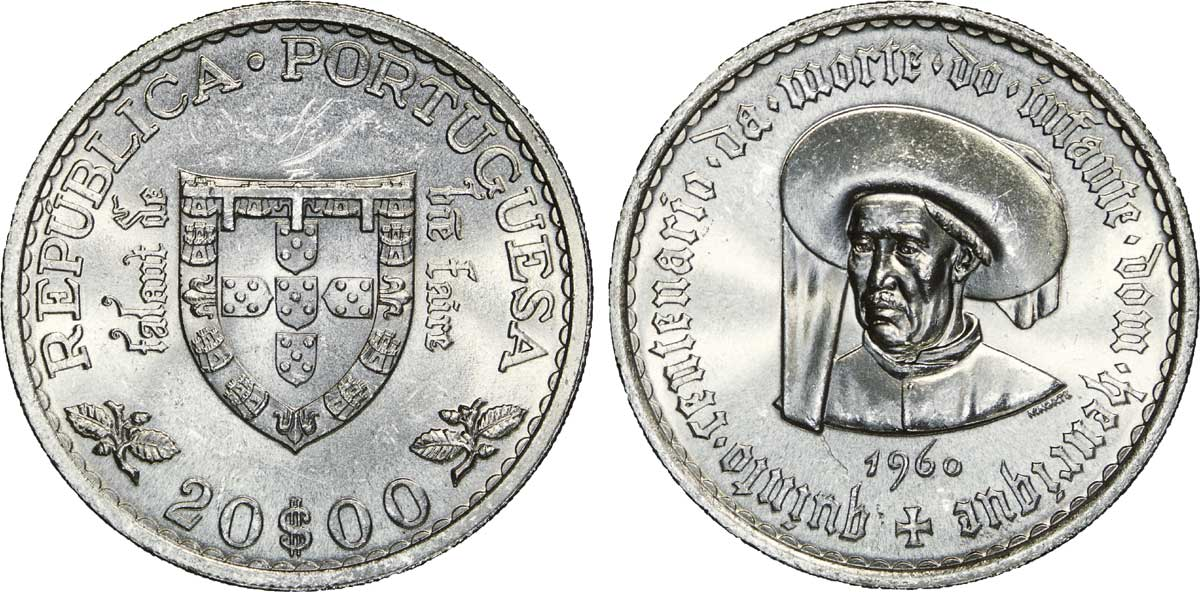
Pièce de vingt escudos célébrant le de la mort de l’infant Dom Henrique dit le Navigateur, 1960.

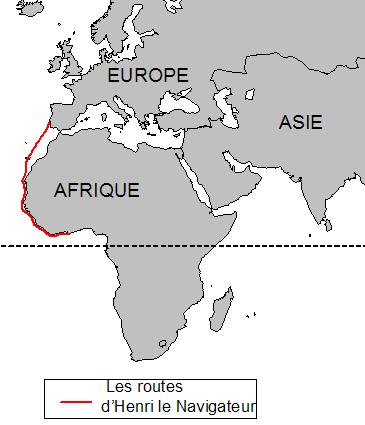
Les routes d'Henri le Navigateur.

Après Porto Santo, le reste de l'archipel de Madère est découvert en 1419. Ce sont des îles inhabitées, mais qui sont colonisées dès les années 1420 (en ce qui concerne les îles Canaries, elles sont connues depuis très longtemps et sont déjà devenues une possession du royaume de Castille).
En 1427, Gonçalo Velho Cabral (ou Diogo de Silves) découvre les Açores, qui sont aussi rapidement colonisées.

### Du cap Bojador au cap Vert (1434-1444)
À cette époque, le cap Bojador est le point le plus méridional de la côte africaine connu des Européens. Henri finance plusieurs expéditions. Gil Eanes est le premier européen à le dépasser, en 1434. Dès lors, les Portugais vont s'aventurer par bonds de plus en plus au sud, toujours avec Eanes, mais également avec le capitaine Afonso Gonçalves de Antona Baldaya.
En 1437, Henri est le principal organisateur d'une attaque de Tanger, qui aboutit à un désastre et à la capture de son frère Ferdinand (1402-1443). Ferdinand meurt en captivité onze ans plus tard. Après la mort d'Édouard en 1438, Henri soutient son frère Pierre pour assurer la régence pendant la minorité d'Alphonse V et reçoit la confirmation de ses privilèges.
Le cap Blanc est atteint en 1441 par Nuno Tristão et Antão Gonçalves. Avec la capture d'indigènes ramenés au pays, un commerce d'esclaves s'instaure pour palier la pénurie de main-d'œuvre du Portugal.
Nuno Tristão atteint l'île d'Arguin (actuelle Mauritanie) en 1443 et un fort y est construit en 1448. Il découvre ensuite la Gambie en 1445, s'adonnant toujours au trafic d'esclaves.
Dinis Dias parvient au fleuve Sénégal et dépasse la presqu'île du Cap-Vert (actuelle ville de Dakar) en 1444. Avec le franchissement de la limite sud du désert, Henri atteint un de ses objectifs : le contournement des routes commerciales tenues par les musulmans et l'accès à l'or et aux esclaves.

### L'exploration du littoral subsaharien
À partir de 1452, l'or arrive en quantité suffisante pour que les premiers cruzados soient frappés.
La même année, Henri missionne Diego de Teive vers la mythique île d'Antilia, qu'on croit située à l'ouest de l'archipel des Açores.

### Mort et funérailles
Il est inhumé dans le monastère de Santa Maria da Vitória, à Batalha.

## Suites de son œuvre
En 1462, Pedro de Sintra atteint l'actuelle Sierra Leone.
En 1488, Bartolomeu Dias atteint et dépasse le cap de Bonne-Espérance.

## L'école de Sagres: mythe ou réalité?
L'existence de l'école de Sagres est aujourd'hui mise en question par plusieurs historiens.
Ce serait un mythe inventé par les historiens portugais pendant la période romantique du XIXe siècle, aurait contribué au progrès dans plusieurs domaines de l'art de la navigation.

## Postérité

### Hommages

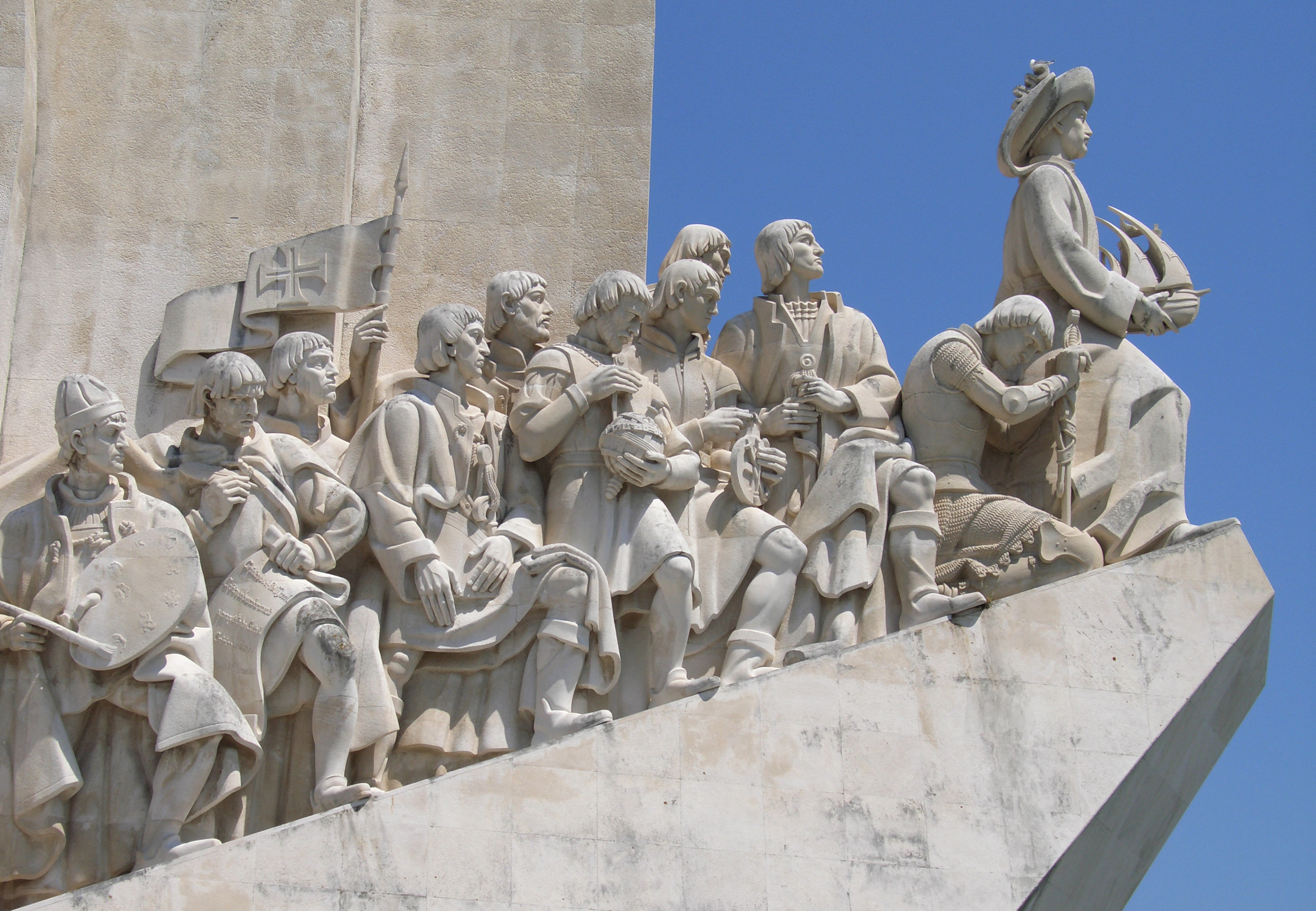
Le Padrão dos Descobrimentos à Lisbonne.

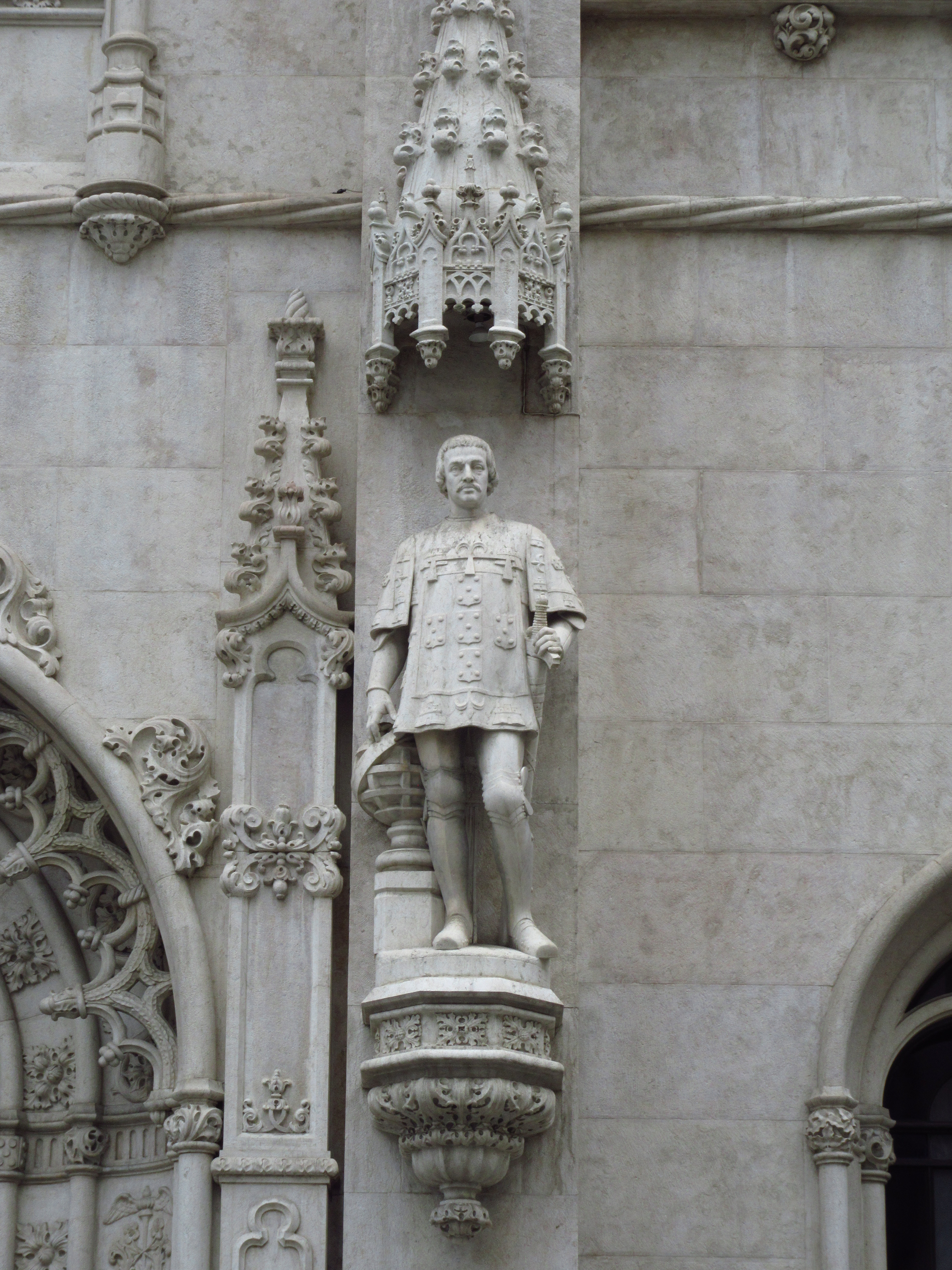
Sa statue au Cabinet royal de lecture portugaise à Rio.

- En 1931, Francisco Franco de Souza lui dédie une statue qui se trouve en France, à Nantes, place du Commerce.
- En 1960, pour le 500e anniversaire de sa mort, une statue est érigée à Lisbonne, sous le nom de Padrão dos Descobrimentos, en allusion aux padrões utilisés par les navigateurs portugais pour marquer leurs découvertes.
- Une exposition Henri le navigateur et des découvreurs portugais a lieu de décembre 1960 à janvier 1961 au Musée national de la Marine de Paris
- En 1994, Henri est représenté sur les billets de banque portugais de 10 000 escudos.

### Fiction
- Arkan Simaan, L’Écuyer d’Henri le Navigateur, L'Harmattan, 2007  (ISBN 978-2-296-03687-1). Roman historique (basé sur des chroniques du XVe siècle) dans la cour de l’infant depuis la conquête de Ceuta (1415) jusqu’au premier marché d’esclaves africains (1444) à Lagos. Il décrit donc les premières navigations, la quête du Prêtre Jean, les découvertes de Porto Santo et de Madère, la défaite de Tanger, le passage du Cap Bojador et la rencontre des Portugais avec les Azenègues et les Wolofs.
- Le cinquième épisode de la série télévisée d'animation Il était une fois... les Découvreurs lui est consacré.
- Dans le jeu Age of Empire III, il représente la civilisation portugaise.